# 安全协议
安全协议（英語：security protocol），又稱作密码协议（cryptographic protocol）、加密協定（encryption protocol），是以密码学为基础的消息交换协议，其目的是在网络环境中提供各种安全服务。密码学是网络安全的基础，但网络安全不能单纯依靠安全的密码算法。安全协议是网络安全的一个重要组成部分，我们需要通过安全协议进行实体之间的认证、在实体之间安全地分配密钥或其它各种秘密、确认发送和接收的消息的非否认。

## 安全协议的目标
安全目标是多种多样的。例如，认证协议的目标是认证参加协议的实体的身份。此外，许多认证协议还有一个附加的目标，即在主体之间安全地分配密钥或其他各种秘密。

## 安全协议的分类

### 按安全协议定义
密钥交换协议、认证协议、认证和密钥交换协议。

### 按安全协议实现的功能
认证协议、最小洩密协议、不可否认协议、公平性协议、身份识别协议、密钥管理协议。

## 针对安全协议的攻击

### 对于攻击者能力的假设
Dolev-Yao模型

认为，攻击者可以控制整个通信网络，并应当假定攻击者具有相应的知识与能力。例如，我们应当假定，攻击者除了可以窃听、阻止、截获所有经过网络的消息等之外，还应具备以下知识和能力：
- 熟悉加解、解密、散列(hash)等密码运算，拥有自己的加密密钥和解密密钥；
- 熟悉参与协议的主体标识符及其公钥；
- 具有密码分析的知识和能力；
- 具有进行各种攻击，例如重放攻击的知识和能力。

### 攻击类型
- 中間人攻擊
- 平行會話攻擊
- 交錯攻擊
- 消息重放攻擊

## 安全协议的例子
- Secure Shell，简称SSH
- IPsec
- TLS
- Kerberos
- 不留记录即时通讯